# Ferdinand Leitner

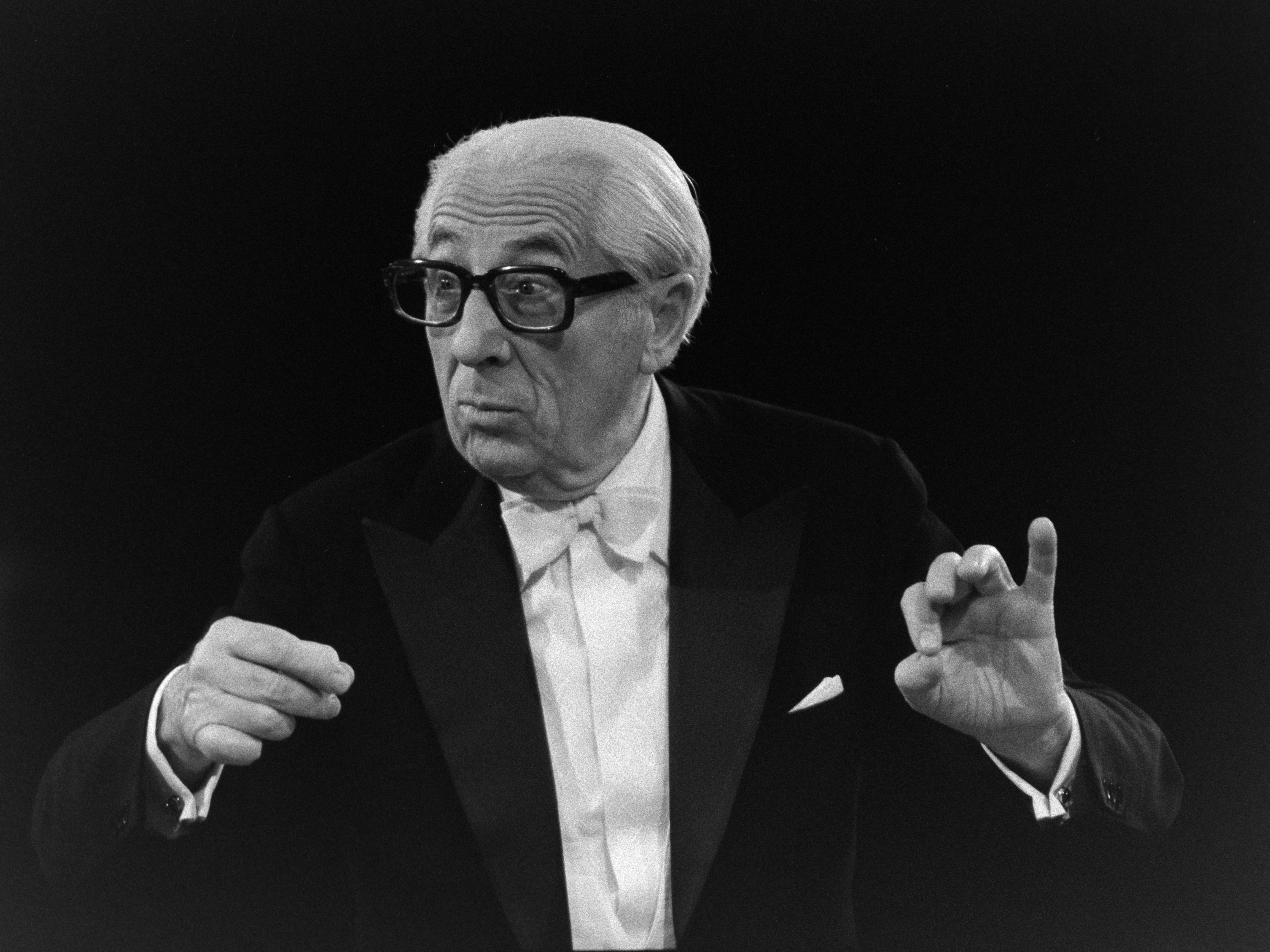
Ferdinand Leitner

Ferdinand Leitner (Berlijn, 4 maart 1912 – Zürich, 3 juni 1996) was een Duits dirigent.
Leitner studeerde bij Franz Schreker, Julius Prüwer, Artur Schnabel en Karl Muck. Hij studeerde ook compositie bij Robert Kahn. Hij begon zijn carrière als pianist. Met hulp van Fritz Busch werd hij dirigent in de jaren 1930. Hij was dirigent van het Nollendorfplatz Theater in Berlijn van 1943 tot 1945, in Hannover van 1945 tot 1946, in München van 1946 tot 1947, en vanaf 1947 de Generaldirektor in Stuttgart.
Hij was het bekendst als opera (muziek)-dirigent. Zijn favoriete componisten waren Wagner, Richard Strauss, Mozart, en de 20e-eeuwse componisten Carl Orff en Karl Amadeus Hartmann. Hij volgde in 1956 Erich Kleiber op als dirigent van het Teatro Colón in Buenos Aires. Van 1976 tot 1980 was hij chef-dirigent van het Residentie Orkest in Den Haag. In 1959 dirigeerde Leitner het Koninklijk Concertgebouworkest in enkele voorstellingen van de opera Tristan und Isolde van Richard Wagner.
Onder zijn meer dan 300 opnames is een beroemde opname van Doktor Faust van Ferruccio Busoni.